# 日用化学品

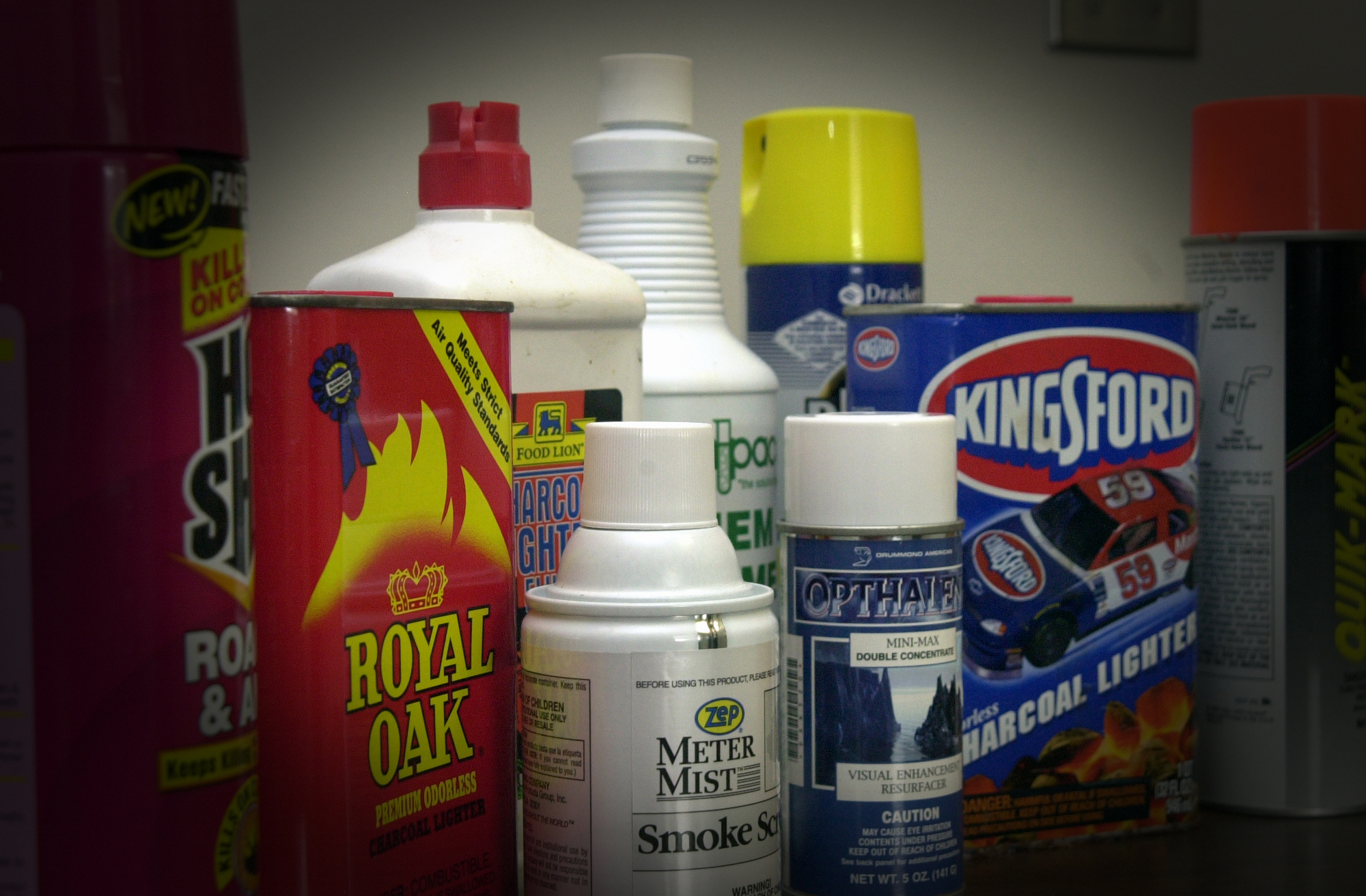
常見的日用化学品有杀虫剂、家具上光护理剂

日用化学品又稱家用化学品，是在普通家庭中經常使用的非食品類化学品。它们是一种为协助清洁房屋和廚具（洗潔精）、殺蟲（殺蟲劑）等衛生用途而设计的消费品，通常擺放在厨房或车库。